# Anisostichium tozeri
Anisostichium tozeri là một loài rêu trong họ Bryaceae. Loài này được Grev. Mitt. mô tả khoa học đầu tiên năm 1863.